# زیلدا آرنس
زیلدا آرنس نویمان (متولد ۲۵ اوت ۱۹۳۴ – درگذشته ۱۲ ژانویه ۲۰۱۰) یک پزشک متخصص اطفال و امدادگر برزیلی بود.
او به دلیل تلاش‌هایش علیه دیکتاتوری نظامی برزیل و تأسیس یک مرکز مراقبت شبانی کاتولیک برای کودکان فقیر، در سطح بین‌المللی شناخته شد. فعالیت‌های بشردوستانه او که شامل کمک به فقرا و افراد مسن نیز می‌شد، بیش از سه دهه به طول انجامید.
آرنس در ۱۲ ژانویه ۲۰۱۰ بر اثر زلزله هائیتی درگذشت. در سال ۲۰۱۵، اسقف‌نشین سائوپائولو قصد داشت تحقیقاتی را برای آغاز روند سعادت‌بخشی او انجام دهد.

## اوایل زندگی و تحصیل
آرنس در شهر روستایی فورکیلهینها به دنیا آمد و یکی از ۱۳ فرزند گابریل آرنس (۱۸۹۰–۱۹۶۵) و هلن آرنس (با نام خانوادگی اشتاینر) (۱۸۹۴–۱۹۷۴) بود. او عمه سناتور فلاویو آرنس بود.
دو خاطره مهم از دوران کودکی او، دیدن پدرش بود که با اسبش، خانه به خانه می‌رفت تا از شیوع آبله جلوگیری کند، و تماشای مادرش که همسایه‌ای بیمار را با گاری به نزدیک‌ترین بیمارستان می‌برد، سفری که سه ساعت به طول می‌انجامید. این تجربیات الهام‌بخش او برای تبدیل شدن به یک پزشک بودند.
آرنس پس از تحصیل در رشته پزشکی، در سال ۱۹۵۹ از دانشگاه فدرال پارانا (UFPR) فارغ‌التحصیل شد. او بیشتر به مطالعه بهداشت عمومی پرداخت تا به کودکان فقیر در مناطق با نرخ بالای مرگ و میر کودکان، سوء تغذیه و خشونت کمک کند.

## پیشه
پس از کار در بیمارستان‌های محلی برای مراقبت از نوزادان، او مسئولیت مدیریت چندین کلینیک در مناطق فقیرنشین شهر کوریتیبا را بر عهده گرفت.
آرنس بنیان‌گذار هماهنگ‌کنندهٔ «پاستورال دا کریانزا» (مراقبت شبانی برای کودکان) بود، سازمانی که تحت نظر کنفرانس ملی اسقفان برزیل فعالیت می‌کرد.این برنامه یکی از بزرگ‌ترین برنامه‌های جهانی در زمینه سلامت و تغذیه کودکان است و حدود ۲۶۰٬۰۰۰ داوطلب دارد. این برنامه توانسته مرگ و میر نوزادان را در بیش از ۳۱٬۰۰۰ جامعه شهری و روستایی با فقر شدید، به بیش از نصف کاهش دهد.
او همچنین «پاستورال دا پسوا آیدوسا» (مراقبت شبانی برای افراد مسن) و دیگر سازمان‌های اجتماعی کنفرانس اسقفی برزیل را هماهنگ می‌کرد.
آرنس به عنوان یک کاتولیک، با پیشگیری از بارداری مخالف بود و رویکردش مبتنی بر آموزش خانواده‌ها برای کاهش جرایم خرد و بیماری‌های قابل پیشگیری بود.

## زندگی شخصی

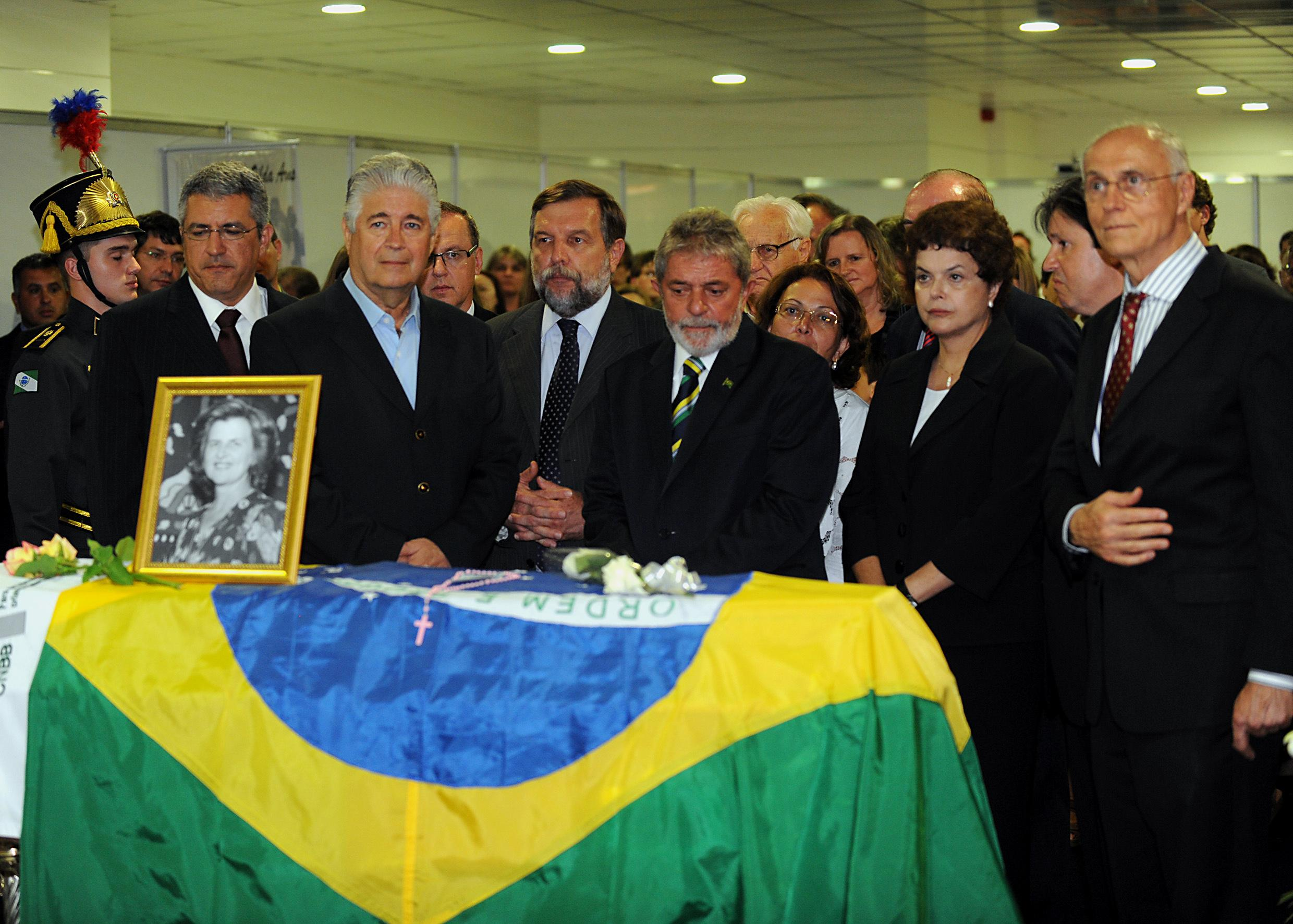
رئیس‌جمهور لولا و سناتور فلاویو آرنس، در میان دیگر مقامات، در مراسم تشییع جنازه زیلدا آرنس.

آرنس که از سال ۱۹۷۸ بیوه شده بود، مادر چهار فرزند و مادربزرگ ده نوه بود. او در ۱۲ ژانویه ۲۰۱۰ بر اثر زلزله هائیتی در پورتو پرنس درگذشت،جایی که برای انجام فعالیت‌های بشردوستانه به نمایندگی از «پاستورال دا کریانزا» حضور داشت.ریزش آوار از سقف کلیسایی که به تازگی در آن سخنرانی کرده بود، باعث مرگ او شد. او در آن زمان ۷۵ سال داشت. لوئیز ایناسیو لولا داسیلوا، رئیس‌جمهور برزیل، در مراسم تشییع جنازه او شرکت کرد.

## جوایز و افتخارات
آرنس چندین عنوان شهروند افتخاری در سراسر برزیل دریافت کرد و توسط سازمان بهداشت پان‌آمریکا به عنوان قهرمان بهداشت عمومی شناخته شد.